# Mikhail Barysjnikov
Mikhail Nikolajevitj Barysjnikov (russisk: Михаил Николаевич Барышников) (født 27. januar 1948 i Riga i Lettiske SSR) er en sovjetisk-født russisk-amerikansk danser, koreograf og skuespiller, som ofte citeres sammen med Vatslav Nizjinskij og Rudolf Nurejev som én af de største balletdansere fra det 20. århundrede. Efter en lovende begyndelse ved Kirov-balletten i Leningrad, afhoppede Barysjnikov i Canada i 1974 til fordel for flere muligheder i den vestlige danseverden. Efter at have freelancet hos mange danseselskaber, tilsluttede han sig New York City Ballet som fast danser for at lære George Balanchines bevægelsesstil. derefter flyttede han til New York for at danse ved American Ballet Theatre, hvor han senere blev kunstnerisk instruktør.
Barysjnikov har stået i spidsen for mange af sine egne kunstneriske projekter og er blevet forbundet især med fremme af moderne dans, og har haft premiere med dusinvis af nye værker, herunder mange af hans egne. Hans succes som dramatisk skuespiller på scenen, i film og tv har hjulpet ham til at blive nok den mest anerkendte moderne balletdanser. I 1977 modtog han en nominering til Oscar for bedste mandlige birolle og var Golden Globe-nomineret for sit arbejde som "Juri Kopeikine" i filmen Skillevejen.